# Wim van Eekelen

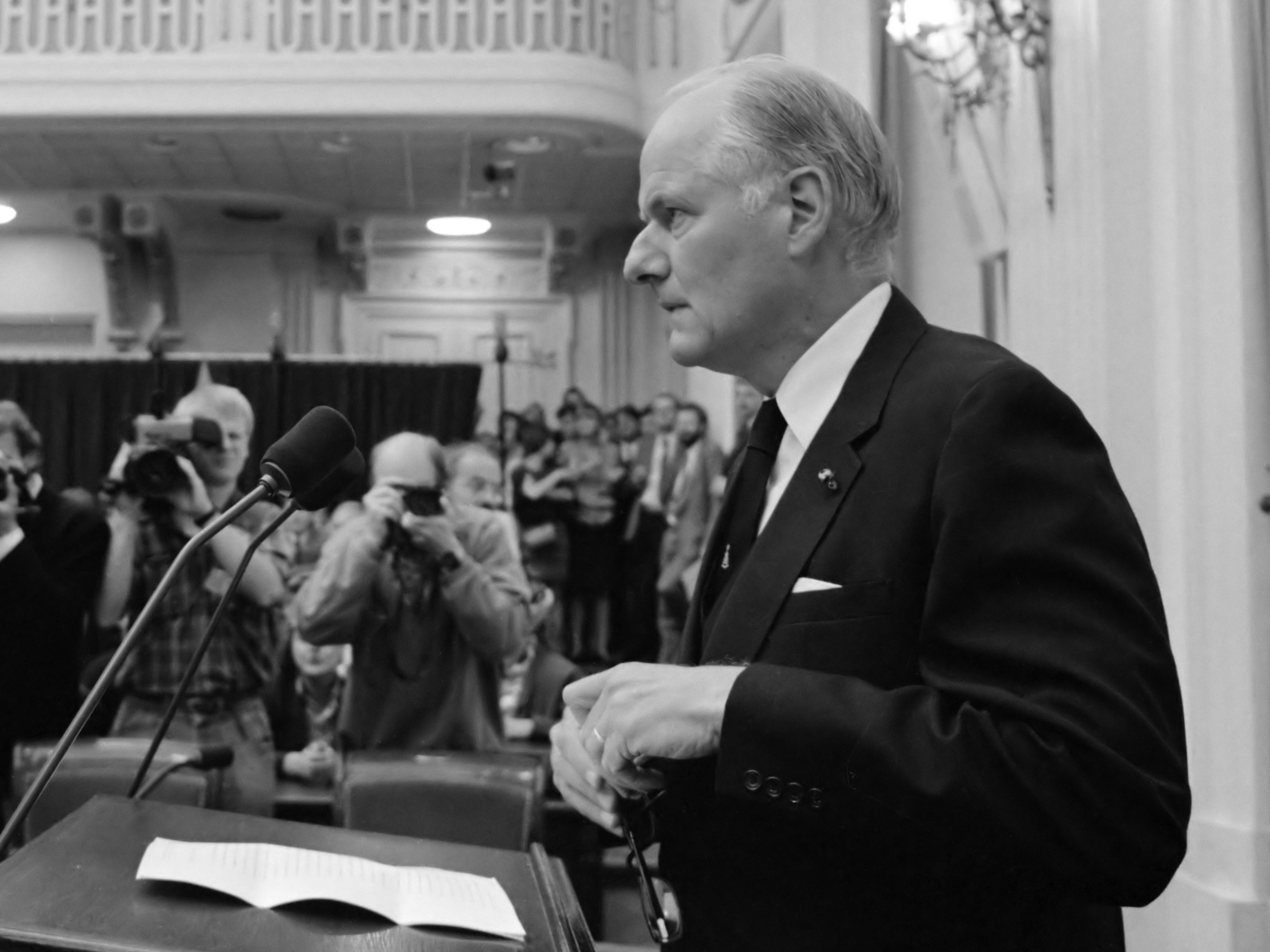
Wim van Eekelen (1988)

Willem „Wim“ Frederik van Eekelen (* 5. Februar 1931 in Utrecht; † 25. Juni 2025) war ein niederländischer Diplomat und Politiker der Volkspartij voor Vrijheid en Democratie (VVD).
Er war 1977–1978 und 1981–1982 Abgeordneter in der Zweiten Kammer der Generalstaaten, von 1978 bis 1981 Staatssekretär im Verteidigungsministerium und von 1982 bis 1986 Staatssekretär im Außenministerium. Ab 1986 war er Verteidigungsminister der Niederlande, musste von diesem Amt jedoch 1988 wegen seiner Verantwortlichkeit für die sogenannte Paspoortaffaire aus dem Jahr 1984 zurücktreten.
Später fungierte er zwischen 1989 und 1994 als Generalsekretär der Westeuropäischen Union (WEU) und war von 1995 bis 2003 Mitglied der Ersten Kammer der Generalstaaten.

## Studium, Reserveoffizier und Diplomat
Van Eekelen begann nach dem Besuch der Grundschule und des Städtischen Gymnasiums in Utrecht 1949 ein Studium im Fach Recht der Niederlande an der Reichsuniversität Utrecht, das er im November 1954 abschloss. Daneben absolvierte er zwischen 1950 und 1952 ein Studium der Politikwissenschaften an der Princeton University, das er mit einem Bachelor of Arts (B.A. Political Science) beendete. Nach einem anschließenden Studienaufenthalt beim Europäischen Rat leistete er Militärdienst bei einer Kavallerieeinheit in ’t Harde sowie in der Bundesrepublik Deutschland und wurde zuletzt Reserveoffizier.
Daraufhin trat van Eekelen in den diplomatischen Dienst ein und fand nach Abschluss des Vorbereitungsdienstes von 1957 bis 1960 Verwendung als Attaché an der Botschaft in Indien sowie zwischen 1960 und 1964 als Zweiter Botschaftssekretär an der Botschaft in Großbritannien. Am 18. November 1964 legte er seine Promotion zum Doktor der Rechte an der Reichsuniversität Utrecht am Lehrstuhl von Conny Patijn mit einer Dissertation zum Thema Indian foreign policy and the border dispute with China ab.
Nachdem er von 1964 bis 1966 als Erster Sekretär an der Botschaft in Ghana tätig gewesen war, arbeitete er zwischen 1966 und 1971 als Botschaftsrat an der Ständigen Vertretung bei der NATO in Brüssel sowie von 1971 bis 1974 anschließend als Berichterstatter für die politische Zusammenarbeit in Europa, ehe er zwischen 1974 und 1977 Direktor für atlantische Zusammenarbeit und Sicherheit im Außenministerium. Aufgrund seiner Verdienste in der niederländischen Außenpolitik wurde ihm am 29. April 1974 das Offizierskreuz des Ordens von Oranien-Nassau verliehen.

## Abgeordneter und Staatssekretär
1977 schied van Eekelen aus dem diplomatischen Dienst aus und wurde am 8. Juni 1977 als Kandidat der Volkspartij voor Vrijheid en Democratie (VVD) erstmals zum Mitglied der Zweiten Kammer der Generalstaaten gewählt, der er bis zum 20. Januar 1978 angehörte. Er legte das Mandat nieder, als ihn Ministerpräsident Dries van Agt (KVP/CDA) während dessen erster Regierung zum Staatssekretär im Verteidigungsministerium ernannte, in dem er bis zum 11. September 1981 für Rechts- und Materialangelegenheiten zuständig war. Regierungsämter sind in den Niederlanden nicht mit einem Parlamentsmandat vereinbar.
Nachdem er zwischen dem 25. August 1981 und dem 5. November 1982 wieder Mitglied der Zweiten Kammer war, wurde er am 5. November 1982 im ersten Kabinett von Ministerpräsident Ruud Lubbers (CDA) Staatssekretär im Außenministerium und war dort bis zum 14. Juli 1986 für Europäische Zusammenarbeit verantwortlich. Für seine als Abgeordneter und Staatssekretär wurde ihm am 26. Oktober 1981 das Ritterkreuz des Ordens vom Niederländischen Löwen verliehen.
Van Eekelen war am 14. Juni 1985 der niederländische Unterzeichner des Schengener Abkommen.

## Verteidigungsminister und Rücktritt wegen derPaspoortaffaire

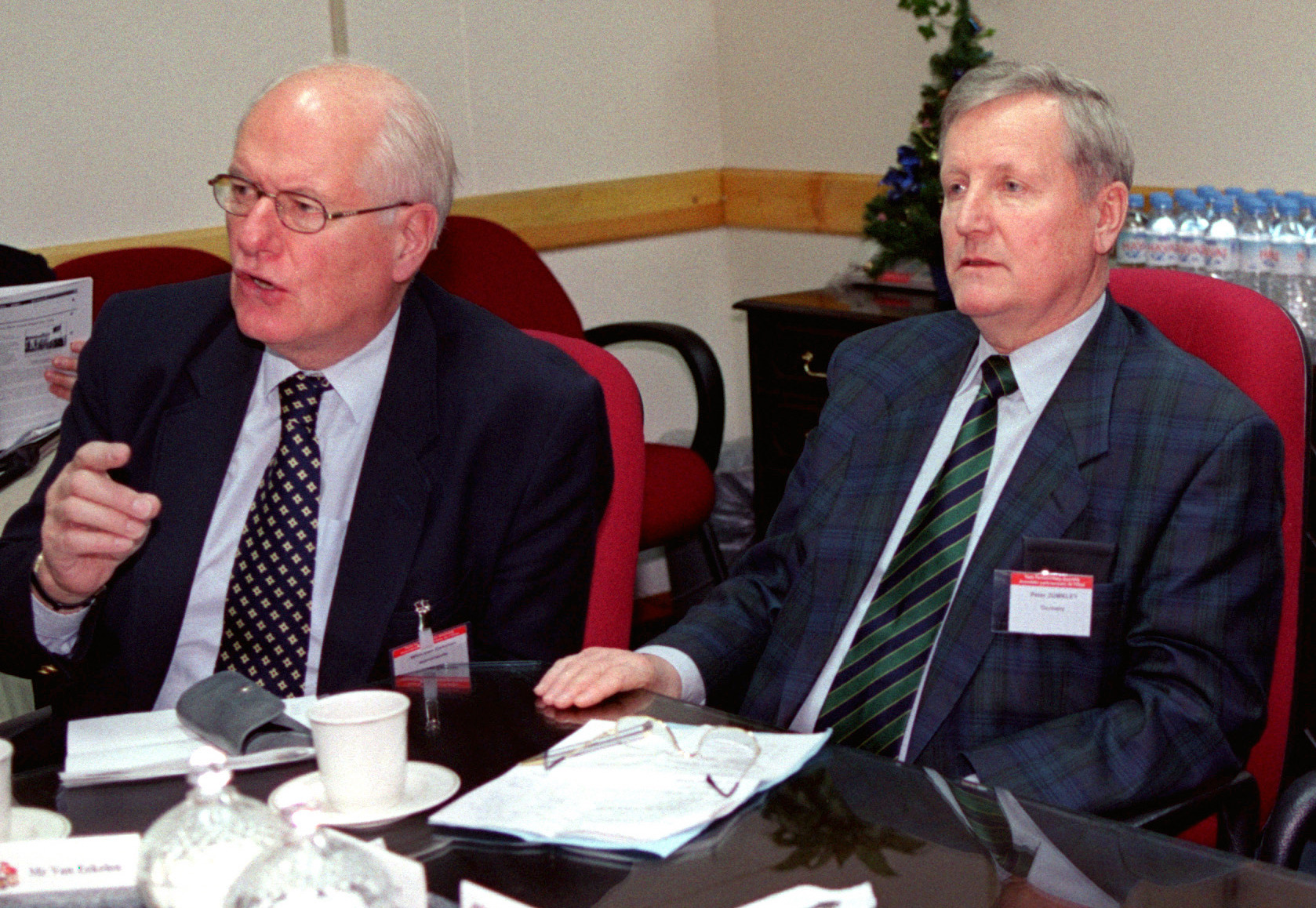
Wim van Eekelen (links) auf einer Tagung der NATO (2000)

Van Eekelen, der vom 3. Juni 1986 bis zum 14. Juli 1986 abermals Mitglied der Zweiten Kammer der Generalstaaten war, wurde am 14. Juli 1986 von Ministerpräsident Lubbers zum Verteidigungsminister (Minister van Defensie) in dessen zweites Kabinett berufen.
Am 6. September 1988 trat er von seinem Ministeramt wegen der sogenannten Paspoortaffaire zurück. Dabei ging es um einen politischen Skandal, der 1984 begann, als es zu Streitigkeiten zwischen dem Innen- und dem Außenministerium über die Einführung eines neuen, fälschungssicheren europäischen Reisepasses kam und beide Ministerien die Zuständigkeit für sich beanspruchten. Aufgrund der fehlenden weiteren Kommunikation zwischen den beiden Ministerien entwickelten beide ein eigenes Passmodell, wobei das letztlich beauftragte Unternehmen nicht in der Lage war, die fälschungssicheren Bedingungen zu erfüllen. Nach einer Untersuchung durch eine Parlamentarische Kommission unter dem Vorsitz von Loek Hermans wurde schwere Kritik wegen des Bearbeitungsprozesses und der fehlenden Kommunikation zwischen den beteiligten Ministerien erhoben, die dazu führten, dass die für die damalige Einführung des Reisepasses verantwortlichen Staatssekretäre im Außenministerium van Eekelen und sein Nachfolger René van der Linden zurücktraten.
Das Amt des Verteidigungsministers übernahm darauf zunächst am 6. September 1988 kommissarisch der Minister für Entwicklungszusammenarbeit, Piet Bukman vom Christen-Democratisch Appèl (CDA), sowie am 23. September 1988 sein Parteifreund Frits Bolkestein.
Gleichwohl wurde er am 21. Dezember 1988 auch zum Großoffizier des Ordens von Oranien-Nassau ernannt.

## WEU-Generalsekretär und späte Jahre
Wenige Monate später wurde van Eekelen am 15. Mai 1989 Nachfolger von Alfred Cahen als Generalsekretär der Westeuropäischen Union (WEU) und bekleidete diese Funktion bis zu seiner Ablösung durch José Cutileiro am 15. November 1994. Kurz vor seinem Ausscheiden aus diesem Land wurde er am 13. November 1994 auch Kommandeur des Ordens vom Niederländischen Löwen.
Zuletzt vertrat er die VVD vom 13. Juni 1995 bis zum 10. Juni 2003 als Mitglied in der Ersten Kammer der Generalstaaten.
Wim van Eekelen starb am 25. Juni 2025 im Alter von 94 Jahren.

## Veröffentlichungen
- Indian foreign policy and the border dispute with China, Dissertation, 1964
- SALT-onderhandelingen over strategische wapenen, 1978
- Hoe verder met een Europees ideaal?, Mitautoren F.A. Wijsenbeek und J. van Kamminga, 1998
- Debating European security, 1948–1998, 1998
- Sporen trekken voor strategische jaren, 2001
- De VVD en de Europese Unie: een stellingname ten aanzien van Europese ontwikkelingen, Mitautoren M. Patijn und J.G.C. Wiebenga, 2001